# Ditrih I. Valkenburški
Ditrih I. Valkenburški, prvotno Ditrih Kleeveški (Kleef, okoli 1190 – Heinsberg, 4. november 1227), je bil srednjeveški vitez iz plemiške rodbine Kleveških. Je prednik tako imenovane veje Kleveških rodbine Valkenburških-Heinsberških. Med drugim je bil gospod Valkenburški in gospod Heinsberški.

## Biografija
O življenju Ditrika I. je znanih malo podatkov. Bil je sin Arnolda II. Kleveškega (ok. 1171 – ok. 1200), ki je bil sam mlajši sin Diderika IV. Kleveškega, in Adelajde Heinsberške (1168 – 1217). O izvoru Adelajde je veliko nejasnega. Oba njena starša naj bi bila potomca Gosvina II. Valkenburškega .   Kakorkoli Ditrih je po materi podedoval tako deželo Valkenburg kot gospostvo Heinsberg. 
Zaradi njegove poroke s hčerko Henrika III. Limburškega se je vpletel v francosko-angleško vojno v letih 1202-14. Po bitki pri Bouvinesu (1214) so grad Valkenburg oblegale cesarjeve čete, okrepljene z vojsko lieškega škofa Hugha II. Pierrepontskega. Čeprav je območje utrpelo precejšnjo škodo zaradi obleganja, grad ni bil zavzet. Premirje je bilo podpisano 8. septembra 1214. Grad, ki je bil takrat sestavljen iz deseterokotne utrdbe, je bil verjetno močno poškodovan in obnovljen šele okoli leta 1236 pod njegovim sinom Ditrikom II.
25. julija 1215 se je Ditrik udeležil prazničnega ponovnega kronanja (Festkrönung ) cesarja Friderika II. v aachenski stolnici. Ditrikov pečat visi na listini iz leta 1217, ki kaže, da je bil tedaj gospod Heinsberški in Valkenburški.
28. julija 1227 je Ditrik sodeloval v bitki pri Aneju na strani Otona Lippeja (utrechtskega škofa) in bil tam ranjen. Nekaj mesecev pozneje je podlegel poškodbam. Ker je bil njegov sin Ditrik še mladoleten, je njegova druga žena Beatris delovala kot regentka. Do leta 1236 se v listinah omenja kot gospa Valkenburška.

## Poroka in otroci
Ditrik je bil dvakrat poročen. Njegova prva žena je bila Izolda (Isalda), hči vojvode Henrika III. Limburškega. Izolda je umrla leta 1221 in bila pokopana v samostanski cerkvi v Heinsbergu. V zakonu z Izoldo so se rodili štirje otroci:
- Henrik, prošt sv. apostola v Kölnu
- Neža, poročena s Henrikom Sponheimskim, gospodom Heinsberškim
- Matilda, poročena z Arnoldom II., grofom Heusdenskim
- Ditrik, zgodaj umrl, pokopan v samostanski cerkvi v Heinsbergu.[5]

V enem letu po Izoldini smrti se je Ditrik I. poročil z Beatris (ok. 1190 - 1236), hčerko divjega grofa Kyrberg-Dhauna in vdovo Filipa Bolandenskega. V zakonu z Beatris se je rodilo 5 otrok:
- Ditrih II., gospod Valkenburški
- Engelbert II., kölnski nadškof .
- mogoče Arnold
- mogoče Winand
- morda hči, nuna v Heinsbergu